# 최병환 (1963년)
최병환(1963년 11월 15일 ~ )은 대한민국의 공무원이다. 미국 뉴욕주 변호사이고 제33회 행정고시 합격자이다. 미국 연수 중 위스콘신 대학교에서 법학 석사 학위를 받고 2004년 미국 뉴욕주 변호사 자격증을 취득하였다. 공직 입문 후 국무조정실의 주요 보직을 두루 거쳤다. 문재인 정부에서 국정기획자문위원회의 실무위원회 간사를 맡아 문재인 정부의 국정과제를 설계하는 데에 깊숙이 관여하였다.

## 학력
- 부산대학교 사범대학 부설고등학교 졸업
- 서울대학교 법학 학사
- 미국 위스콘신 대학교 법학 석사

## 경력
- 1989년 제33회 행정고시 합격
- 국무조정실 홍보기획팀장
- 국무총리실 공보기획비서관
- 국무총리실 의전관
- 국무총리실 문화노동정책관
- 2012년: 국무총리실 규제총괄정책관
- 2013년: 국무조정실 기획총괄정책관
- 2014년 1월 ~ 2015년 8월: 국무조정실 사회조정실장
- 2015년 8월 : 대통령비서실 국정과제비서관
- 2016년 9월 ~ 2017년 7월: 국무조정실 국정운영실 실장
- 2017년 7월 ~ 2020년 5월: 국무조정실 제1차장